# (1085) Amaryllis
Pour les articles homonymes, voir Amaryllis (homonymie).
(1085) Amaryllis est un astéroïde de la ceinture principale découvert le 31 août 1927 par l'astronome allemand Karl Reinmuth à l'observatoire du Königstuhl près de Heidelberg. Sa désignation provisoire était 1927 QH. Il tire son nom du genre de plantes à fleurs Amaryllis.